# Le Croiseur Variague
Pour plus de détails, voir Fiche technique et Distribution.
Le Croiseur Variague (en russe : Крейсер «Варяг», Kreyser «Varyag») est un film soviétique réalisé par Viktor Eisymont, sorti en 1946,.

## Synopsis
L'histoire de la Bataille de Chemulpo où le croiseur Varyag et la canonnière Koreïets s'opposent aux navires de la flotte japonaise le 9 février 1904 en Corée, pendant la guerre russo-japonaise,.

## Fiche technique
- Réalisation : Viktor Eïssymont
- Scénario : Georgi Grebner
- Photographie : Bentsion Monastyrski
- Musique : Nikolaï Krioukov
- Décors : Semion Mandel, Piotr Galadjev
- Pays d’origine : Union soviétique
- Langue : russe
- Format : noir et blanc - Mono
- Date de sortie : 
  - Union soviétique : 26 février 1947
  - France : 29 octobre 1947

## Distribution
- Boris Livanov : commandant Vsevolod Roudniev
- Vsevolod Larionov : Dorofeev
- Rostislav Pliatt : commandant du croiseur anglais
- Lev Sverdline : consul japonais
- Vladimir Ouralski : Bosco
- Aleksandr Zrajevski : commandant Grigori Beliaev
- Vassili Bokarev : officier supérieur
- Nikolaï Boubnov : Père Païssi
- Gueorgui Gueorguiu : officier français
- Nadir Malichevski : Musatov
- Lev Potiomkine : agent des postes coréen
- Mikhaïl Sadovski : Mouromski
- Semion Svachenko : guetteur
- Aleksandr Smirnov : officier naval
- Sergrueï Tsenine : commandant du croiseur français
- Vladimir Uan-Zo-Li : Uryū Sotokichi